# اشلاپانیتسه
شلاپانیتسه (به چکی: Šlapanice) یک منطقهٔ مسکونی و شهرستان دارای شهرک سابقاً روستا در جمهوری چک است که در ناحیه برنو-تسوونتری واقع شده‌است. شلاپانیتسه ۷٬۰۰۰ نفر جمعیت دارد.